# Breguet 230
Le Breguet 230 est un avion de reconnaissance à long rayon d’action biplan, réalisé par Breguet dans l'entre-deux-guerres. Il n'a rien à voir avec le Breguet 23, un projet avorté de bombardier lourd quadrimoteur datant de 1922.